# رتیاگاما
رتیاگاما (به لاتین: Retiyagama) یک منطقهٔ مسکونی در سری‌لانکا است که در استان مرکزی (سری‌لانکا) واقع شده‌است.